# Chicken Street
Chicken Street est une chaîne de restaurants créée par Sufyan Renucci, spécialisée dans les cheese naans et le poulet frit.

## Historique

### Premier restaurant
Le premier restaurant ouvre à Ivry-sur-Seine en 2011,,.

### Franchise
C'est en 2018 que Chicken Street lance sa franchise. En 2020, elle ouvre plusieurs restaurants à l'échelle de la France.

### Ouvertures à l'étranger
En octobre 2022, la franchise ouvre son premier fast-food en Belgique, à Charleroi.
En mai 2025 l'enseigne compte 90 restaurants en France, 4 en Algérie, ainsi qu'aux Émirats arabes unis, au Canada, au Maroc, en Tunisie, et au Sénégal.